# Paulo Wanchope
Paulo César Wanchope Watson (* 31. Juli 1976 in Heredia) ist ein costa-ricanischer Fußballtrainer und ehemaliger -spieler. Bei der Weltmeisterschaft 2014 trainierte er interimsweise die costa-ricanische Nationalmannschaft. Er besitzt außerdem die englische Staatsangehörigkeit.

## Verein
Wanchope begann seine Karriere bei CS Herediano in Costa Rica. 1997 wechselte er nach England zu Derby County, wo er in 79 Spielen 28 Tore erzielte, 1999 wurde er schließlich von West Ham United verpflichtet. Obwohl er bereits in seiner ersten Saison 15 Tore in 46 Spielen schoss, wurde er anschließend zu Manchester City transferiert. Er hatte einen Stammplatz bei City und stieg mit dem Verein 2002 in die Premier League auf. 2004 wurde Wanchope für 500.000 Pfund nach Spanien zum FC Málaga verkauft. Dort blieb er eine Saison lang, in der er das Tor des Jahres in Spanien erzielte, bevor er in die Qatar Stars League zu Al-Gharafa wechselte. Aufgrund der WM-Teilnahme von Costa Rica wechselte er im Januar 2006 zurück in sein Heimatland zu Herediano, um sich besser mit der Nationalmannschaft auf das kommende Turnier vorbereiten zu können. Nach der Weltmeisterschaft wechselte er nach Argentinien zu Rosario Central. Am 29. Dezember 2006 gab er seinen Wechsel in die japanische J-League zum FC Tokio bekannt. Am 16. November 2007 beendete Paulo Wanchope seine aktive Karriere aufgrund von Knieproblemen. Zuletzt stand er bei Chicago Fire unter Vertrag.

## Nationalmannschaft
In der costa-ricanischen Fußballnationalmannschaft spielte Wanchope eine zentrale Rolle. In 73 Spielen erzielte der Stürmer 45 Tore. Mit seinem 43. Tor beim 3:0 im WM-Qualifikationsspiel gegen die USA am 8. Oktober 2005 wurde er Rekordtorjäger der costa-ricanischen Nationalmannschaft. Seine größten Erfolge mit dem Nationalteam waren die Teilnahme an der WM 2002 und der zweite Platz im CONCACAF Gold Cup 2002. Auch bei der Fußball-Weltmeisterschaft 2006 in Deutschland war er ein wichtiger Spieler seiner Mannschaft und erzielte im Eröffnungsspiel in München gegen Gastgeber Deutschland beide Tore für Costa Rica. Einen weiteren WM-Treffer hatte er bereits bei der WM 2002 beim 2:5 gegen den späteren Weltmeister Brasilien erzielt.
Von September 2011 bis 2014 war er Co-Trainer der costa-ricanischen Fußballnationalmannschaft. Danach avancierte er zum Nationaltrainer und führte die Mannschaft auch während der Fußball-Weltmeisterschaft 2014.